# Narthecium asiaticum
Narthecium asiaticum là một loài thực vật có hoa trong họ Nartheciaceae. Loài này được Maxim. mô tả khoa học đầu tiên năm 1867.